# 1-Ethyl-3-methylimidazoliumbromid
1-Ethyl-3-methylimidazoliumbromid ist eine ionische Flüssigkeit (auch: ionic liquid oder Flüssigsalz), also ein Salz, dessen Schmelzpunkt unter 100 °C liegt.

## Darstellung
Die Darstellung von 1-Ethyl-3-methylimidazoliumbromid kann durch eine Mikrowellenreaktion von 1-Methylimidazol mit Bromethan erfolgen.

## Verwendung
1-Ethyl-3-methylimidazoliumbromid ist eine Ausgangsverbindung in der Synthese von ionischen Flüssigkeiten, die das 1-Ethyl-3-methylimidazolium-Kation tragen. Es kann als Lösungsmittel für Biomasse, sowie in elektrochemischen Prozessen zur Metallabscheidung verwendet werden.